# Lista odcinków serialu Uczciwy przekręt
Lista odcinków serialu Uczciwy przekręt.

## Sezon 1
| Lp. | Tytuł oryginalny     | Tytuł polski      | Data emisji      | Numer w serii |
| --- | -------------------- | ----------------- | ---------------- | ------------- |
| 001 | The Nigerian Job     | Nigeryjczycy      | 7 grudnia 2008   | #1.1          |
| 002 | The Homecoming Job   | Powrót do domu    | 9 grudnia 2008   | #1.2          |
| 003 | The Two-Horse Job    | Dwa konie         | 16 grudnia 2008  | #1.3          |
| 004 | The Miracle Job      | Cud               | 23 grudnia 2008  | #1.4          |
| 005 | The Bank Shot Job    | Skok na bank      | 30 grudnia 2008  | #1.5          |
| 006 | The Stork Job        | Bocian            | 6 stycznia 2009  | #1.6          |
| 007 | The Wedding Job      | Wesele            | 13 stycznia 2009 | #1.7          |
| 008 | The Mile High Job    | W przestworzach   | 20 stycznia 2009 | #1.8          |
| 009 | The Snow Job         | Zimowy kurort     | 27 stycznia 2009 | #1.9          |
| 010 | The 12-Step Job      | Program 12 kroków | 3 lutego 2009    | #1.10         |
| 011 | The Juror #6 Job     | Przysięgła nr 6   | 10 lutego 2009   | #1.11         |
| 012 | The First David Job  | David cz.1        | 17 lutego 2009   | #1.12         |
| 013 | The Second David Job | David cz.2        | 24 lutego 2009   | #1.13         |

## Sezon 2
| Lp. | Tytuł oryginalny                 | Tytuł polski | Data emisji      | Numer w serii |
| --- | -------------------------------- | ------------ | ---------------- | ------------- |
| 014 | The Beantown Bailout Job         |              | 15 lipca 2009    | #2.1          |
| 015 | The Tap Out Job                  |              | 22 lipca 2009    | #2.2          |
| 016 | The Order 23 Job                 |              | 29 lipca 2009    | #2.3          |
| 017 | The Fairy Godparents Job         |              | 5 sierpnia 2009  | #2.4          |
| 018 | The Three Days of the Hunter Job |              | 12 sierpnia 2009 | #2.5          |
| 019 | The Top Hat Job                  |              | 19 sierpnia 2009 | #2.6          |
| 020 | The Two Live Crew Job            |              | 26 sierpnia 2009 | #2.7          |
| 021 | The Ice Man Job                  |              | 2 września 2009  | #2.8          |
| 022 | The Lost Heir Job                |              | 9 września 2009  | #2.9          |
| 023 | The Runaway Job                  |              | 13 stycznia 2010 | #2.10         |
| 024 | The Bottle Job                   |              | 20 stycznia 2010 | #2.11         |
| 025 | The Zanzibar Marketplace Job     |              | 27 stycznia 2010 | #2.12         |
| 026 | The Future Job                   |              | 3 lutego 2010    | #2.13         |
| 027 | The Three Strikes Job            |              | 10 lutego 2010   | #2.14         |
| 028 | The Maltese Falcon Job           |              | 17 lutego 2010   | #2.15         |